# Lisisc d'Atenes
Lisisc (en llatí Lyciscus, en grec antic  Λυκίσκος) fou un orador i demagog atenenc del segle v aC.
Va obligar a Euriptòlem a abandonar la seva persecució contra Cal·lixè d'Atenes que havia fet un decret il·legal culpant els generals que havien comandat les forces guanyadores de la batalla de les Arginuses, l'any 406 aC. Va aconseguir que aquests generals fossin jutjats conjuntament i no d'un a un com demanava Euriptòlem, segons explica Xenofont. És possible que una comèdia d'Alexis de Turis anomenada Λυκίσκος fes referència a aquest demagog.